# 1992 FA2
1992 FA2 är en asteroid i huvudbältet som upptäcktes den 28 mars 1992 av de båda japanska astronomerna Seiji Ueda och Hiroshi Kaneda i Kushiro.
Asteroiden har en diameter på ungefär 15 kilometer och den tillhör asteroidgruppen Padua.